# Idaea concinna
Idaea concinna là một loài bướm đêm trong họ Geometridae.